# L'Oréal
L'Oréal Group — найбільший у світі виробник, що спеціалізується на косметиці. Компанія зареєстрована у Парижі, а її головний офіс розташований у передмісті французької столиці Кліші. Заснована у 1909 році французьким хіміком Еженом Шуллером.

## Власники та керівництво
Крупні пакети акцій L'Oréal належать онуці засновника компанії Франсуаза Бетанкур-Маєрс та її сім'ї (через Téthys Invest)(34,73%), ще 20,13% — компанії Nestlé (на 31 грудня 2023).
Генеральний директор — Nicolas Hieronimus.

## Діяльність

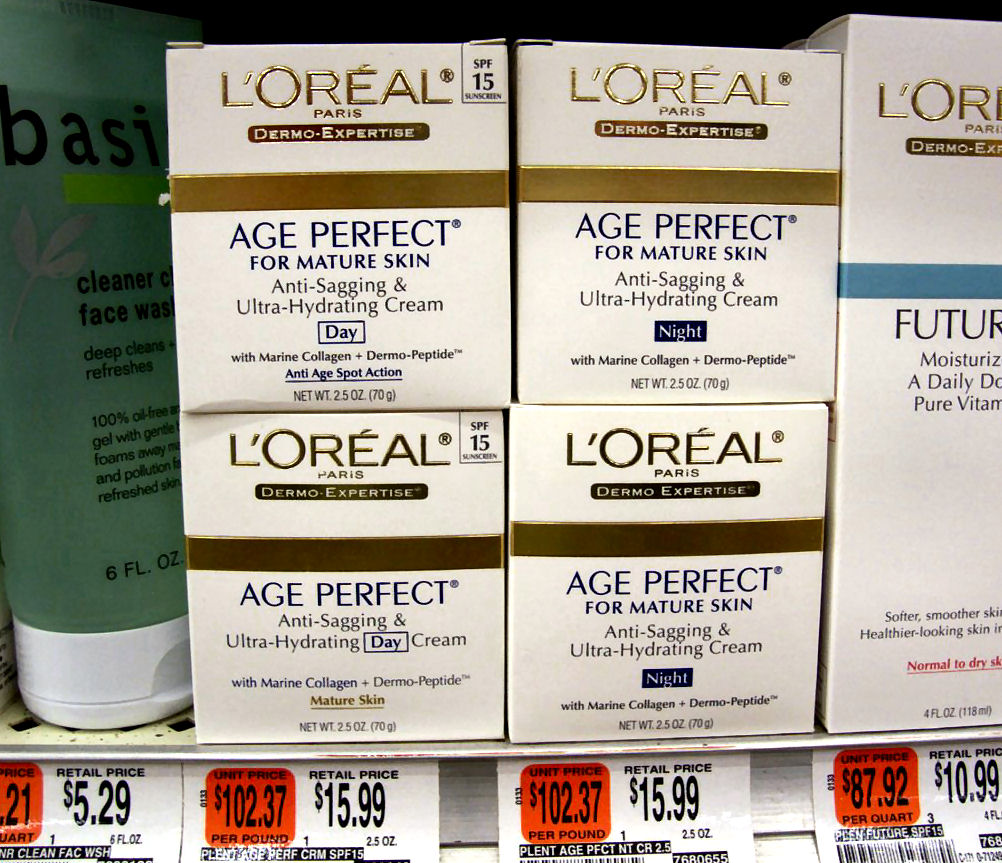

L'Oréal виробляє велику кількість популярних марок косметики, парфумів та засобів для догляду за шкірою та волоссям (в тому числі L'Oréal Paris, Garnier, Maybelline New York, Cacharel, Giorgio Armani Parfums and Cosmetics, Guy Laroche, Lancôme, Paloma Picasso, Vichy, La-Roche-Posay та ін.).
Поле діяльності компанії охоплює продукти для фарбування волосся й догляду за ним, догляду за шкірою та захисту ї від сонця, макіяжу, парфумів. L'Oréal працює в дерматологічній та фармацевтичній галузях і є одним із провідних власників на патенти в області нанотехнології в США.
З 1979 року L'Oréal реконструює моделі людської шкіри в лабораторіях для проведення випробувань на безпеку in vitro без участі тварин.[джерело?] Таким чином, Група була ініціатором альтернативних методів оцінки безпеки. Відтоді L'Oréal відкрила Episkin в Ліоні (Франція) і в Шанхаї (Китай), де виробляють реконструйовану шкіру. Крім реконструйованих аналогів шкіри, L'Oréal має великий набір інструментів для прогнозної оцінки без участі тварин, таких як молекулярне моделювання, експертні токсикологічні системи, методи візуалізації та багато інших.
У 1987 L'Oréal і 3 Suisses заснували Клуб творців краси, що спеціалізується на дистанційних продажах косметичних товарів.
Під патронажем компанії L'Oréal в Торонто два рази на рік проводиться канадський тиждень моди L'Oréal Fashion Week. На тижні моди свої колекції одягу представляють північноамериканські та європейські дизайнери одягу.
Загальна кількість персоналу —  86 000 працівників. Виручка від реалізації склала 26,9 млрд євро та прибуток прибуток 4,92 млрд євро у 2018 році.[джерело?]
L'Oréal відома своїм рекламним гаслом: «Бо я того варта».

## Історія заснування
У 2009 році компанія L'Oréal відсвяткувала сторіччя: вона була заснована в 1909 році французьким хіміком Еженом Шуеллер (Eugène Schueller, 1881—1957). Батьки — булочники щиро сподівалися, що Ежен продовжить сімейну справу і винайде який-небудь новий торт, але його чекала інша доля. Вивчившись на хіміка, він пішов працювати в Центральну аптеку Франції.
До створення такого бізнесу Ежена підштовхнув випадок: одного вечора він застав свою дружину Луїзу в жахливому настрої і в  капелюшку. Виявилося, що їй невдало пофарбували волосся, і замість білявих локонів вона отримала перепалене клаптиками волосся рудуватого відтінку (в той час існували тільки натуральні барвники — хна і басма). Щоб утішити дружину, в 1907 році Ежен винайшов синтетичну фарбу, яка захопила не тільки Луїзу, але і знайомого перукаря. Так з'явилася фарба для волосся під назвою L'Auréale: перша безпечна (що не містить свинцю !) Синтетична фарба.
У 1909 Ежен Шуеллер зареєстрував свою компанію із складною назвою фр. Société Française de Teintures Inoffensives pour Cheveux (у дослівному перекладі — французька компанія з виробництва безпечних фарб для волосся) з
гаслом: «Дослідження та інновації у сфері краси». Компанія з настільки гучним ім'ям існувала в скромній двокімнатній квартирці в Парижі і первісним бюджетом в 800 франків.
Ежен Шуеллер був першим, хто вимагав, щоб клієнтки спочатку перевіряли дію фарби на одному пасмі, а потім вже фарбували все волосся: ця увага і турбота про споживачів на довгий час стали пріоритетом компанії.
У 1928 році Ежен Шуеллер купує невелике підприємство з випуску мила Monsavon — 10 років потому мило під цією маркою стало найпродаванішим у Франції.
У 1929 році компанія Ежена випустила на паризький ринок фарбу для волосся Immédia — прототип сучасних фарб для волосся на базі пероксиду, забарвлювала волосся вона швидше і якісніше своїх попередниць.
У тому ж році вийшов журнал про красу Votre Beaute, існуючий досі. Цікавий факт: в 1945 році генеральним директором журналу був Франсуа Міттеран, майбутній президент Франції. 1937 року компанія заснувала новий журнал — Marie-Claire.
Вже в 1932 році справа Ежена Шуеллера розширилося до виробництва легендарних лаків для волосся, а в 1934 ще й нечуваної новинки — шампуню для волосся — DOP — до цього волосся мили тільки милом або мильною стружкою.
У 1936 році було розроблено сонцезахисне молочко Ambre Solaire, що вдало збіглося за часом з введенням оплачуваних відпусток та зародженням моди на засмагу. А незабаром був побудований перший завод з виробництва сонцезахисних засобів.
Офіційно марка L'Oréal була зареєстрована в 1939 році з головним офісом у Парижі, по вулиці Руаяль, 14. Багато хто знаходить у назві співзвуччя з французькими словами l'or (золото) і aureole (ореол). За іншою версією, назва компанії походить від назви популярної на початку 20-го століття зачіски — l'auréale — волосся хвилями обмальовують обличчя, ніби ореол.
У 1945 році в Європі з'явилося перший засіб для хімічної завивки волосся — Oreol, а в 1947 L'Oréal запропонувала першу фарбу для домашнього використання Rege — Color.
У 1953 році компанія L'Oréal вийшла за межі європейського ринку і відкрила свою першу  філію в США.
Після смерті Ежена Шуеллера в 1957 році компанія перейшла у спадок до його дочки Ліліан Беттанкур (Liliane Bettencourt)
L'Oréal веде політику розширення за рахунок відомих косметичних брендів: в 1964 купує французьку компанію Lancôme, потім Garnier (1965), Biotherm (1970), а в 80-х — акції компаній Helena Rubinstein і Vichy, La Roche- Posay (1989) і Maybelline (1996). Одне з останніх і найгучніших придбань концерну — компанія The Body Shop вартістю в £ 652 мільйони (2006 рік).
Слідуючи тенденціям часу, L'Oréal об'єднується з одним із європейських лідерів з продажу товарів поштою — Les 3 Suisses, і створює Клуб Творців Краси, що поширює поштою косметику під маркою Agnès B. і Jean- Marc Maniatis.

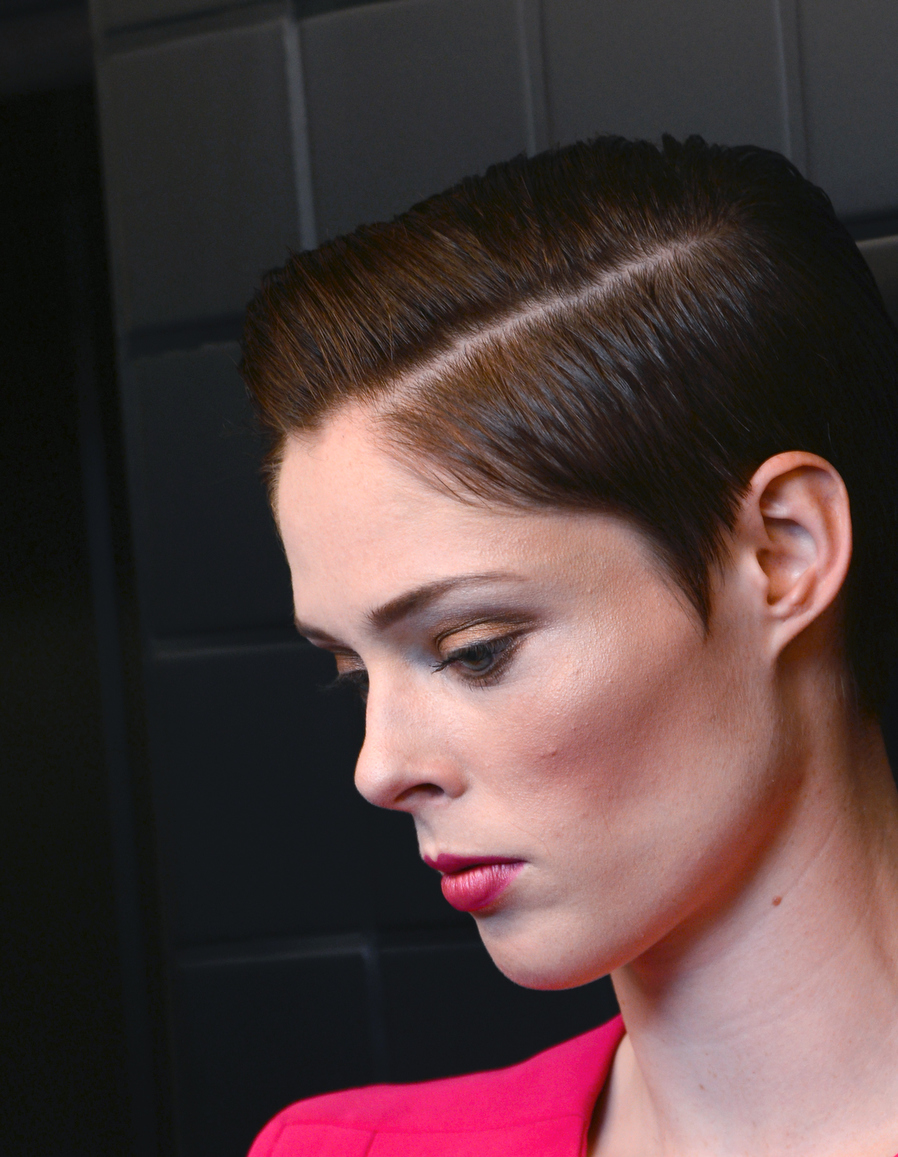

Так L'Oréal з сімейного бізнесу перетворився на найбільший косметичний концерн світу. На сьогоднішній день L'Oréal це: 67 тисяч осіб персоналу, 47 заводів в 22-х країнах і 25 всесвітньо відомих косметичних компаній, що представляють близько 500 різних брендів, що продаються в 130 країнах світу. Дивовижний факт: більшість марок косметики, які ви купуєте в аптеках, супермаркетах і навіть дорогих магазинах косметики належать концерну L'Oréal : ĽOréal Professionnel, Kerastase, Redken, Matrix, ĽOréal Paris, Garnier, Maybelline, SoftSheen — Carson, Lancôme, Giorgio Armani, Yves Saint Laurent, Ralph Lauren, Biotherm, Helena Rubinstein, Shu Uemura, Kiehl's, Diesel, Cacharel, Vichy, La Roche-Posay, Innéov, SkinCeuticals і The Body Shop.
L'Oréal — друга за вартістю компанія у Франції після нафтового гіганта Total Fina Elf.
L'Oréal, слідуючи гаслу Ежена Шуеллера, приділяє величезну увагу дослідженням у сфері косметології, концерну належать 5 науково-дослідних центрів: два у Франції, в США, Японії та Китаї: 2700 хіміків щорічно розробляють близько 3 тисяч нових косметичних формул.
L'Oréal витрачає рекордні кошти на рекламу — близько 30 % прибутку. Обличчям рекламних кампаній встигли побувати Картин Деньов, Джейн Фонда, Енді Макдоуелл, Пенелопа Крус, Летиція Каста. Слоган рекламної компанії: «Тому що Ви цього варті!» (До 2009 року — «Тому що я цього варта!») І дещо іронічне «Вони теж цього варті!» для чоловічої лінії.

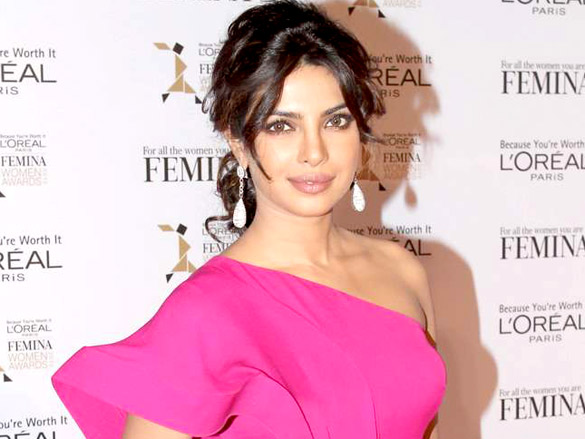

Мажоритарними акціонерами концерну є Ліліан Беттанкур (30 %) і Nestlé (29 %). Ліліан — єдина дочка Ежена Шуеллера, прізвище отримала від свого чоловіка Андре Беттанкур, товариша свого батька, він був депутатом Національних зборів, міністром, сенатором і навіть академіком. Ліліан Беттанкур у свої 86 років є найбагатшою жінкою Франції, її стан в 20 млрд. доларів США на 17-му місці в світі за рейтингом Forbes за 2010 рік.

## Критика
У квітні 2011 року партнери L'Oréal звинуватили ряд колишніх топ-менеджерів компанії (в їх числі  Ліндсей Оуен-Джонс, колишній генеральний директор компанії) в корупції і організації сірих схем постачання продукції до Росії, України і Білорусі. Було подано позови до суду, також цією справою зайнялася французька прокуратура. У матеріалах заявників, зокрема, згадувалися зв'язок L'Oréal з уже неіснуючою російською компанією «Арбат Престиж».
Ще трохи скандальних фактів: ім'я творця L'Oréal  Ежена Шуеллера часто згадують з зв'язку з ультраправою антисемітською організацією часів Другої Світової війни  «Ля Кагул», фінансами якої він керував. До цієї ж організації належав і пан Беттанкур в свій час. А сьогодні пані Беттанкур займається науковою роботою, предметом дослідження якої вона вибрала «загальне в християнстві та юдаїзмі».

## Активізм
Під час повномасштабного російського вторгнення в Україну, яке є частиною російсько-української війни,  L'Oréal Paris підтримав Україну.
У 2022 році L'Oréal Paris об'єднався з низкою місцевих та міжнародних некомерційних організацій (включаючи УВКБ, Червоний Хрест та ЮНІСЕФ), щоб підтримати біженців та людей на місцях в Україні за допомогою пожертвування у розмірі €1 млн ($1,09 млн ).
L'Oréal Paris також призупинив всю комерційну діяльність у Росії.
Призупинення було лише тимчасовим,почали закуповувати рекламу у російських блогерів, проводити заходи, презентації, поновили продажи.

## L'Oréal в Україні
2004 рік — відкриття філіалу в Україні
В Україні продукція компанії L'Oréal продається як крізь звичайні системи продажу так і через мережу Інтернет. Промоушн в Україні компанія проводить як з використанням великих плакатів та банерів, наприклад у центрі Києва, так і з використанням можливостей соціальних мереж в Інтернеті. Наприклад існує група підтримки в соціальній мережі.

## Виноски
1. 1 2 3  SIRENE
2. ↑  https://live.euronext.com/en/product/equities/FR0000120321-XPAR
3. ↑  https://www.loreal.com/fr/groupe/conditions-d-utilisation/ // (unspecified title)
4. 1 2 3  https://www.loreal-finance.com/fr/communique/resultats-annuels-2023 — 2024.
5. ↑  2023 Universal Registration Document — P. 294.
6. ↑  https://www.zonebourse.com/cours/action/L-OREAL-4666/societe/
7. ↑  https://www.loreal.com/en/press-release/group/l-oreal-completes-acquisition-of-aesop/
8. ↑  «Statuts [Архівовано 30 грудня 2009 у Wayback Machine.].» L'Oréal. 16 April 2009. Retrieved on 3 May 2010.
9. ↑  Breakdown of share ownership at 31 December 2023 (англ.). L'Oréal. Процитовано 15 вересня 2024.
10. 1 2  Санкції. Як світ карає Росію за вторгнення в Україну. biz.liga.net (укр.). 16 березня 2022. Архів оригіналу за 27 квітня 2022. Процитовано 20 квітня 2022.
11. ↑  L'Oréal Groupe: Update on Our Solidarity Plan for Ukraine. www.loreal.com. Архів оригіналу за 21 квітня 2022. Процитовано 20 квітня 2022.
12. ↑  Mar 4, Georgina Caldwell |; Europe, 2022 |; Finance | (4 березня 2022). L’Oréal unveils solidarity plan for Ukraine; donates €1 million to support refugees. Global Cosmetics News (брит.). Архів оригіналу за 24 березня 2022. Процитовано 20 квітня 2022.
13. ↑  L'oreal закриває свої магазини у Росії. ТСН.ua (укр.). 8 березня 2022. Архів оригіналу за 27 березня 2022. Процитовано 20 квітня 2022.